# سیسر آلم

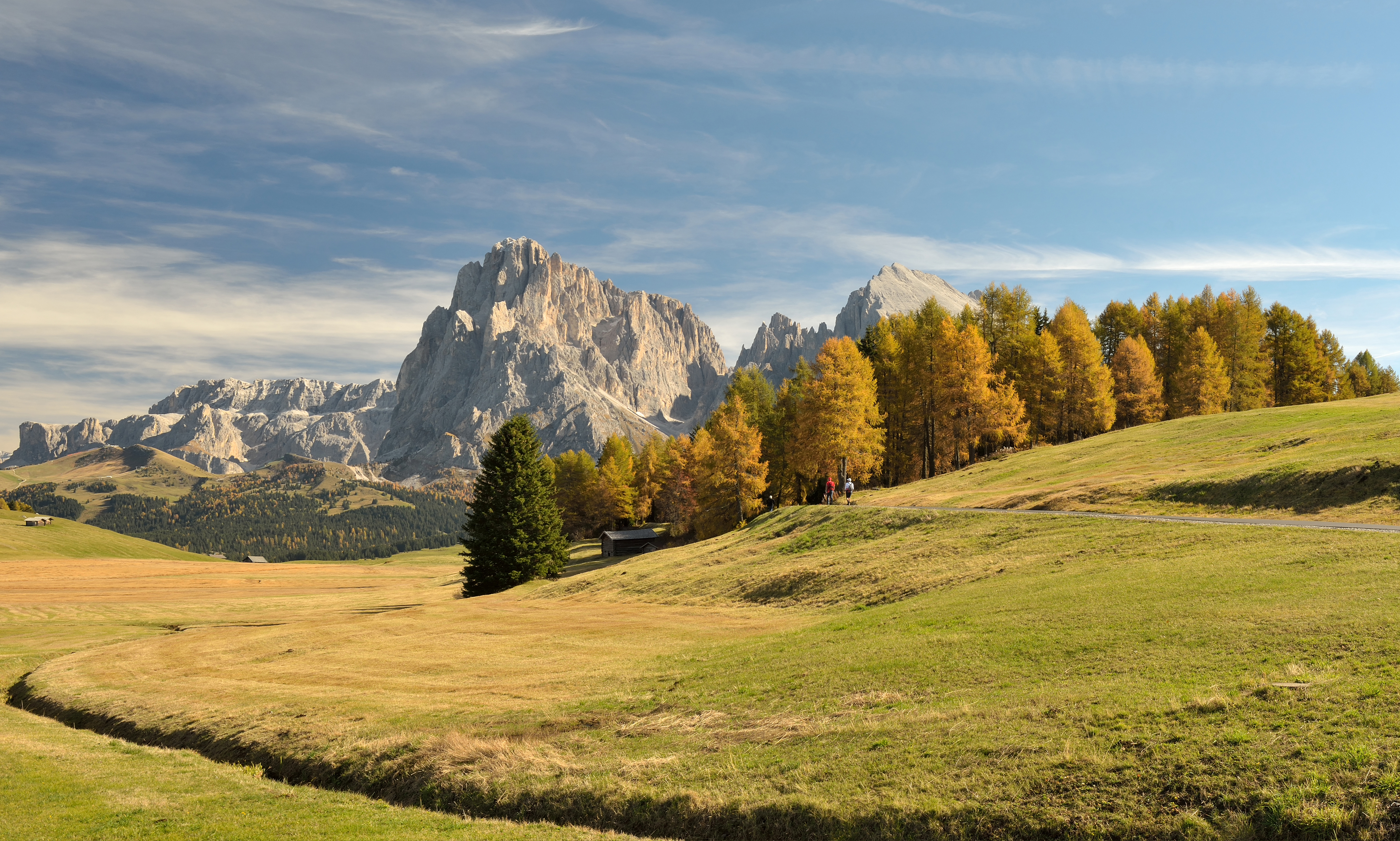
سیسر آلم به‌عنوان یکی از جاذبه مهم گردشگری طبیعت ایتالیا شناخته شده‌است.

نگاره‌ای پهن از سیسر آلم در اولین روزهای فصل بهار. سیسر آلم، بزرگ‌ترین و مرتفع‌ترین علف‌زار در رشته کوه‌های آلپ است این کوه در استان التو آدیجه در ایتالیا و در رشته کوه دولومیتس واقع شده‌است و به‌عنوان یکی از جاذبه مهم گردشگری طبیعت ایتالیا شناخته شده‌است.

سیسر آلم (به آلمانی: Seiser Alm) بزرگ‌ترین و مرتفع‌ترین علف‌زار در رشته کوه‌های آلپ در اروپا است. این کوه واقع در استان التو آدیجه در ایتالیا و در رشته کوه دولومیتس است، که به‌عنوان یک جاذبه مهم گردشگری، برای اسکی، پیاده‌روی و دوچرخه‌سواری شناخته شده‌است.